# The Final Requiem
The Final Requiem är den fjärde skivan av power metal-bandet Axenstar och släpptes den 8 september 2006 i Europa och den 23 oktober samma år i Japan.

## Låtlista
1. "Final Requiem" - 3:52
2. "Condemnation" - 4:02
3. "The Divine" - 4:18
4. "Edge of the World" - 5:19
5. "Thirteen" - 4:41
6. "The Hide" - 4:48
7. "Underworld" - 5:46
8. "Spirit" - 4:06
9. "Pagan Ritual" - 3:55
10. "Seeds of Evil" - 4:36
11. "End of the Line" - 3:59
12. "Beyond the Lies" - 4:48
13. "The Storm" (Japanskt bonusspår)